# Gran Vía (Madrid)

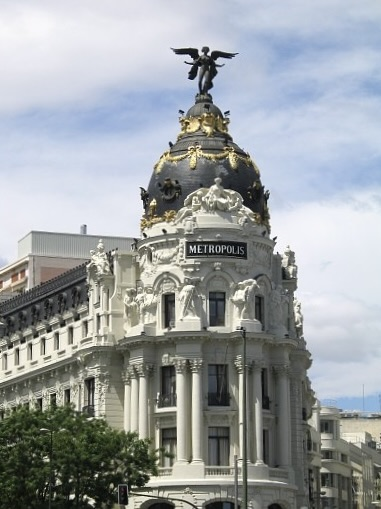
Het Metropolisgebouw aan de Gran Vía

Gran Vía (letterlijk: Grote Weg) is een bekende winkelstraat en verkeersader in het centrum van Madrid. De straat is een van de populairste winkelgebieden van Madrid. Ook is er een groot aantal hotels en bioscopen te vinden. Gran Vía loopt van Plaza de Cibeles tot Plaza de España.